# Masaru Yamada
Masaru Yamada (en japonés: 山田優, Yamada Masaru; Toba, 14 de junio de 1994) es un deportista japonés que compite en esgrima, especialista en la modalidad de espada.
Participó en dos Juegos Olímpicos de Verano, obteniendo dos medallas en la prueba por equipos, oro en Tokio 2020 (junto con Koki Kano, Kazuyasu Minobe y Satoru Uyama) y plata en París 2024 (con Koki Kano, Akira Komata y Kazuyasu Minobe).
Ganó tres medallas en el Campeonato Mundial de Esgrima, en los años 2022 y 2025.

## Palmarés internacional
| Juegos Olímpicos   | Juegos Olímpicos  | Juegos Olímpicos  | Juegos Olímpicos   |
| Año                | Lugar             | Medalla           | Prueba             |
| ------------------ | ----------------- | ----------------- | ------------------ |
| 2020               | Tokio (Japón)     | Medalla de oro    | Espada por equipos |
| 2024               | París (Francia)   | Medalla de plata  | Espada por equipos |
| Campeonato Mundial |                   |                   |                    |
| Año                | Lugar             | Medalla           | Prueba             |
| 2022               | El Cairo (Egipto) | Medalla de bronce | Espada por equipos |
| 2025               | Tiflis (Georgia)  | Medalla de oro    | Espada por equipos |
| 2025               | Tiflis (Georgia)  | Medalla de bronce | Espada individual  |